# استوائیه وسطی
استوائیهٔ وُسطی (نام قدیم: بحرالجبل) یکی از استان‌های کشور سودان جنوبی است.
مرکز آن شهر جوبا است و بیشتر ساکنان آن از نژاد سیاه آفریقایی هستند.